# Eichelberg (Berka/Werra)
Der Eichelberg ist eine 271,3 m ü. NHN hohe Erhebung und markiert die Flurgrenze zwischen Berka/Werra und Hausbreitenbach im Wartburgkreis in Thüringen.
Naturräumlich zählt der Berg zur Horschlitter Mulde, einem Randbereich des Berkaer Beckens.
Der Eichelberg war schon früh besiedelt. Bodenfunde befinden sich in der Sammlung des Werratalmuseum Gerstungen.  Der relativ flache Hügel war zur Errichtung einer Burg offenbar ungeeignet, daher entstand der mittelalterliche Verwaltungssitz Breitenbach im östlich angrenzenden Tal als Wasserburg. Am Nordhang lag der Berkaer Richtplatz an der Herdaischen Grenze.
Die heutige Nutzung mit Feldern und Weideflächen erfolgt durch die Agrargenossenschaft Horschlitter Mulde. Der Gipfelbereich des aus Buntsandstein bestehenden Berges wird von einer im Quartär abgelagerten Geröllschicht überdeckt, die mit Sand- und Lehmablagerungen als Baustoff abgebaut werden.
Nach 1995 entstand am Nordosthang ein kleines Gewerbegebiet mit Betrieben der Handels- und Logistikbranche.